# Jaskinia za Ratuszem Szeroka
Jaskinia za Ratuszem Szeroka – jaskinia w Dolinie Miętusiej w Tatrach Zachodnich. Wejście do niej znajduje się w Litworowym Grzbiecie, w pobliżu Jaskini za Ratuszem Owalnej, na wysokości 1649 m n.p.m. Długość jaskini wynosi 13 metrów, a jej deniwelacja 5,5 metra.

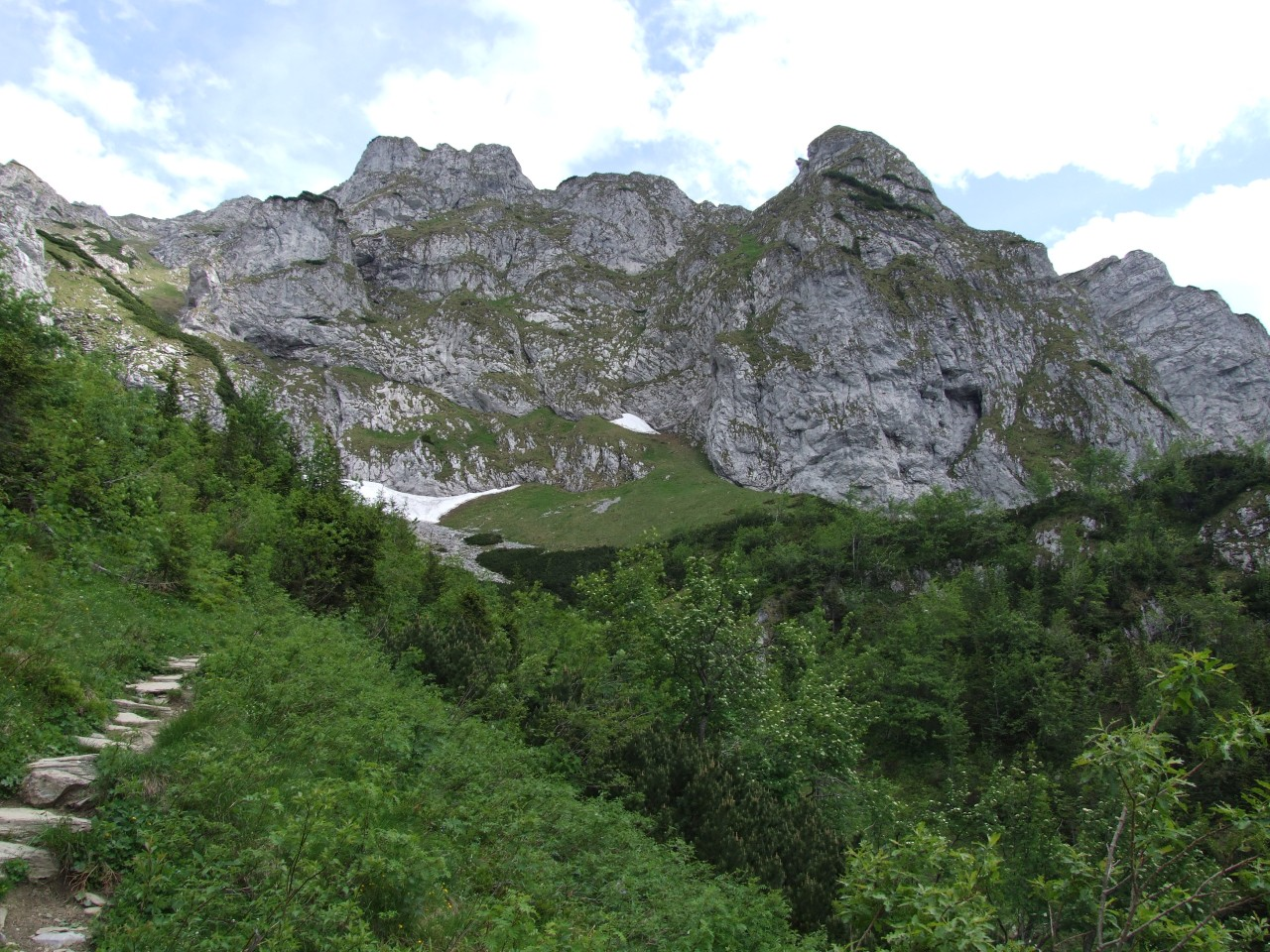
Litworowy Grzbiet

## Opis jaskini
Główną częścią jaskini jest sala, do której wchodzi się z obszernego otworu wejściowego. Odchodzą z niej dwa krótkie korytarzyki oraz 5-metrowa szczelina z zaklinowanymi głazami.

## Przyroda
W jaskini brak jest nacieków. Ściany są mokre. Roślinność występuje tylko w sali.

## Historia odkryć
Jaskinia była prawdopodobnie znana od dawna. Jej opis i plan sporządziła I. Luty przy pomocy M. Tomaszka w sierpniu 1994 roku.